# Referendo constitucional em França em 1958
Um Referendo constitucional foi realizado em França em 28 de setembro de 1958. Perguntou-se aos eleitores se aprovavam a adoção de uma Constituição para a Quinta República Francesa, escrita por Charles de Gaulle. Foi aprovada por esmagadora maioria, com 82,6% a favor. A afluência dos eleitores foi de 84,9% na França Metropolitana e 79,8% no total.

## Resultado
| Opção                  | França Metropolitana | França Metropolitana | Total      | Total |
| Opção                  | Votos                | %                    | Votos      | %     |
| ---------------------- | -------------------- | -------------------- | ---------- | ----- |
| A favor                | 17,668,790           | 79.3                 | 31,123,483 | 82.6  |
| Contra                 | 4,624,511            | 20.7                 | 6,556,073  | 17.4  |
| Inválidos/em branco    | 303,549              | –                    | 418,297    | –     |
| Total                  | 22,596,850           | 100                  | 38,097,853 | 100   |
| Fonte: Nohlen & Stöver |                      |                      |            |       |

O total inclui os Departamentos de ultramar, Argélia, Saara, Territórios de ultramar (exceto Togolândia francesa, Camarões Franceses, Novas Hébridas francesas e Wallis e Futuna) e cidadãos franceses que viviam no exterior.

### Por território
| Território              | Votos a favor | %     | Votos contra | %     | Inválidos/ em branco | Total votos | Votos registrados | Participação |
| ----------------------- | ------------- | ----- | ------------ | ----- | -------------------- | ----------- | ----------------- | ------------ |
| Argélia                 | 3,357,763     | 96.59 | 118,631      | 3.41  | 38816                | 3,515,210   | 4,412,171         | 79.67        |
| Chade                   | 804,355       | 98.29 | 14042        | 1.71  | 4628                 | 823,015     | 1,243,450         | 66.19        |
| Comores                 | 63,899        | 97.33 | 1,756        | 2.67  | 265                  | 65,920      | 71,099            | 92.72        |
| Costa do Marfim         | 1,595,238     | 99.99 | 216          | 0.01  | 1156                 | 1,596,610   | 1,636,533         | 97.56        |
| Daomé                   | 418,963       | 97.84 | 9246         | 2.16  | 3,198                | 431,407     | 775,170           | 55.65        |
| Polinésia Francesa      | 16,196        | 64.40 | 8,952        | 35.60 | 99                   | 25,247      | 30,950            | 81.57        |
| Somalilândia Francesa   | 8,662         | 75.24 | 2,851        | 24.76 | 70                   | 11,583      | 15,914            | 72.78        |
| Sudão Francês           | 945,586       | 97.54 | 23,875       | 2.46  | 2,736                | 972,197     | 2,142,266         | 45.38        |
| Gabão                   | 190,334       | 92.58 | 15,244       | 7.42  | 3,022                | 208,600     | 265,161           | 78.67        |
| Guiné                   | 56,981        | 4.78  | 1,136,324    | 95.22 | 10,570               | 1,203,875   | 1,408,500         | 85.47        |
| Madagascar              | 1,363,059     | 77.64 | 302,557      | 22.36 | 11,859               | 1,767,475   | 2,154,939         | 82.02        |
| Mauritânia              | 302,018       | 94.04 | 19,126       | 5.96  | 1,307                | 322,451     | 382,870           | 84.22        |
| Médio Congo             | 339,436       | 99.38 | 2,133        | 0.62  | 781                  | 342,350     | 433,403           | 78.99        |
| Nova Caledónia          | 26,085        | 98.12 | 500          | 1.88  | 443                  | 27,028      | 35,163            | 76.86        |
| Níger                   | 372,383       | 78.43 | 102,395      | 21.57 | 19,175               | 493,953     | 1,320,174         | 37.42        |
| Saara                   | 232,113       | 98.60 | 3289         | 1.40  | 910                  | 236,312     | 282,099           | 83.77        |
| São Pedro e Miquelão    | 2,325         | 98.06 | 46           | 1.94  | 227                  | 2,598       | 2,802             | 92.72        |
| Senegal                 | 870,362       | 97.55 | 21,901       | 2.45  | 1,106                | 893,369     | 1,106,828         | 80.71        |
| Ubangui-Chari           | 487,033       | 98.77 | 6,089        | 1.23  | 3,553                | 496,675     | 625,663           | 79.38        |
| Alto Volta              | 1,415,651     | 99.18 | 11,687       | 0.82  | 3,829                | 1,431,167   | 1,914,908         | 74.74        |
| Fonte: Direct Democracy |               |       |              |       |                      |             |                   |              |